# Moroz Lake (sjö i Kanada, Manitoba)
Moroz Lake är en sjö i Kanada.   Den ligger i provinsen Manitoba, i den sydöstra delen av landet, 1 900 km väster om huvudstaden Ottawa. Moroz Lake ligger 607 meter över havet. Arean är 0,58 kvadratkilometer. Den sträcker sig 1,0 kilometer i nord-sydlig riktning, och 1,3 kilometer i öst-västlig riktning.
Trakten runt Moroz Lake består till största delen av jordbruksmark. Runt Moroz Lake är det mycket glesbefolkat, med 2 invånare per kvadratkilometer.